# Java (gruppo musicale)
Java è un gruppo di rock/hip hop francese creato nel 1997 e composto da:
- François Xavier Bossard (tastiere),
- Erwan Seguillon (voce e testi),
- Jérôme Boivin (doppio basso)
- Alexis (batteria).

Bossard, che inizialmente si esibiva con lo pseudonimo di Fixi, e Seguillon, si sono incontrati frequentando il collegio a Parigi, in 1997. Successivamente Bossard imparò a suonare la fisarmonica ed i due decisero di formare un gruppo rap chiamandolo Java.  Boivin si aggiunse al duo nel 1998, assieme al batterista Marlon, successivamente sostituito da Alexis.  Il gruppo ha realizzato il suo primo album, Hawaï, nel febbraio del 2000, pubblicandolo tre mesi dopo a maggio. Successivamente ha realizzato diversi concerti in Francia, Messico e Libano prima di tornare a registrare, Sur Seine, nel 2001.  Il gruppo ha realizzato il suo terzo album, Safari Croisière, pubblicandolo il 29 settembre 2003.  Come progetto a sé stante, Seguillon ha pubblicato l'album Radio Cortex nel 2006 sotto lo pseudonimo di  R-Wan.

## Discografia
- 2000: Hawaï (album studio, Sony/S.M.A.L.L.)[2]
- 2001: Sur Seine (album live, Sony/S.M.A.L.L.)[2]
- 2003: Safari Croisière (album studio, Sony/S.M.A.L.L.)
- 2009: Maudits français (album studio, Makasound/PIAS)